# Бухер, Урбан Готфрид
Урбан Готфрид Бухер (1679—1722) — немецкий медик.

## Биография
Родился Урбан Готфрид Бухер в 1679 году. Помимо врачебной деятельности, он был ещё и учёным. Работал врачом в саксонском штатгальтере князя фон Фюрстенберга.
Скончался Урбан Готфрид Бухер в 1722 году.

## Научные работы
- Доказал, что идеи являются продуктом деятельности мозговых волокон, которые берут своё начало из органов чувств.

## Избранные сочинения
- Бухер У. Г. «Переписка о сущности души», 1713; авторство установлено спустя свыше 200 лет (в XX веке).